# The Heavy
The Heavy sind eine britische Indierock-Band aus Noid bei Bath im Südwesten Englands.

## Karriere
Bereits in den späten 1990er Jahren gründeten die Freunde Kelvin Swaby und Dan Taylor mit weiteren Musikern die Band The Heavy. Erst 2007 nahmen sie für ein Londoner Label ihre erste Singles auf. Im selben Jahr erschien auch ihr Debütalbum Great Vengeance and Furious Fire. Im Jahr darauf wurde es auch in den USA veröffentlicht und The Heavy trat unter anderem beim Festival South by Southwest in Texas auf. Die beiden Sängerinnen Collins und Symons verließen die Band; Sänger-Songwriter Swaby und Gitarrist Taylor führten die Band mit dem Bassisten Spencer Page und dem neuen Schlagzeuger Chris Ellul zu viert weiter.
Knapp zwei Jahre später erschien ihr zweites Album The House That Dirt Built, das ihnen in den Staaten den Durchbruch brachte. Es erreichte Platz 6 der Heatseeker-Charts und kam auch in die offiziellen Billboard 200.
Ihre Singleauskopplung How You Like Me Now? ist im Soundtrack der Filme Horrible Bosses, The Fighter und Ted enthalten. Darüber hinaus fungiert der Titel Short Change Hero als musikalische Untermalung des Intro-Videos von Borderlands 2, einem Spiel des Entwicklerstudios Gearbox Software, als Titelmelodie der TV-Serie Strike Back sowie des Epilogs des Actionstreifens Faster. In der USA-Network-Serie Suits wurden Singles verwendet wie: Coleen, How Do You Like Me Now? sowie What Makes A Good Man? Am Ende von Episode 8 der Serie The Sandman und über dem Abspann der Folge läuft ihr Song Big Bad Wolf.
Der Song What Makes A Good Man diente als einer der offiziellen Themesongs zum WWE Royal Rumble 2013.

## Diskografie
Alben
- Great Vengeance and Furious Fire (2007)
- The House That Dirt Built (2009)
- The Glorious Dead (2012)
- Hurt & the Merciless (2016)
- Sons (2019)
- Amen (2023)

Singles
- That Kind of Man (2007)
- Set Me Free (2008)
- Oh No! Not You Again! (2009)
- Sixteen (2009)
- How You Like Me Now? (2009, UK: Silber, US: Gold)[7]
- No Time (2009)
- Short Change Hero (2009, UK: Silber)
- What Makes a Good Man? (2012)
- Since You Been Gone (2016)
- Turn Up (2016)